# Serenity Is the Devil
Serenity is the Devil — дебютный студийный альбом группы Icon of Coil, выпущенный в 2000 году.

## Список композиций
1. «Activate» — 5:26
2. «Regret» — 5:04
3. «Shallow Nation» — 4:46
4. «Down on Me» — 4:05
5. «Former Self» — 4:51
6. «Everlasting» — 5:22
7. «Situations Like These» — 4:23
8. «Fiction» — 5:13
9. «You Just Died» — 5:09
10. «Floorkiller» — 9:21

## Участники записи
- Icon of Coil
- Женский вокал в композициях «Former Self» и «Situations Like These» — Computer Girl.
- Live участники: Christian Lund и Computer Girl